# Paul-Louis Courier
Paul-Louis Courier (* 4. Januar 1772 in Paris; † 10. April 1825 bei Véretz, Département Indre-et-Loire), mit vollem Namen Paul-Louis Courier de Méré, war ein französischer Autor von Werken zur Antike sowie von Texten zu politischen Themen. Er galt als erbitterter Gegner der Monarchie unter Ludwig XVIII. und verfasste Schriften und Briefe, in denen er ab 1814 die Zustände nach der Restauration der Bourbonenherrschaft in Frankreich scharf angriff. Die Umstände seines Todes – Paul-Louis Courier wurde erschossen in der Nähe seines Wohnsitzes gefunden – konnten nie vollständig geklärt werden.

## Leben

### Jugend und Armeekarriere

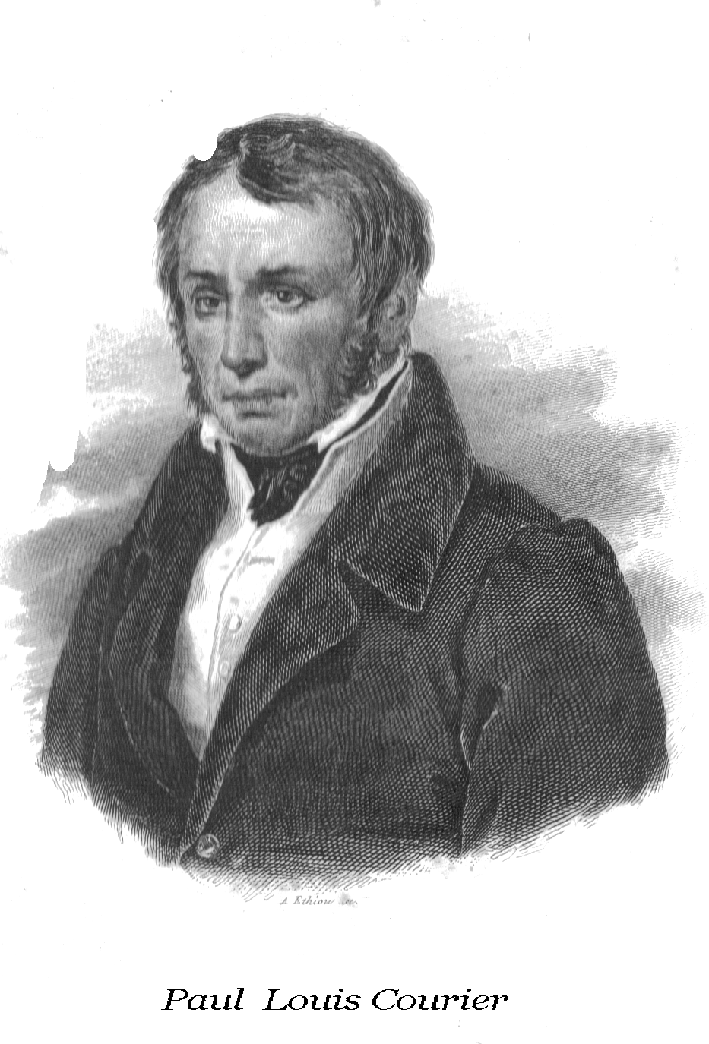
Paul-Louis Courier; Adèle Ethiou nach einer Radierung von Ary Scheffer; veröffentlicht 1834

Paul-Louis Courier wuchs auf dem Anwesen seiner Eltern in Luynes in der Provinz Touraine auf. Trotz seiner eigenen adligen Herkunft entwickelte er eine mit der Zeit immer stärker werdende Abneigung gegenüber dem Adel. Im Alter von fünfzehn Jahren schickten ihn seine Eltern für die Fortsetzung seiner Ausbildung nach Paris. Da er bereits durch seinen Vater in griechischer Literatur unterrichtet worden war, vertiefte er in der Folgezeit seine entsprechenden Interessen in den klassischen Altertumswissenschaften. Anschließend begann er eine militärische Ausbildung an der Artillerieschule in Châlons-en-Champagne und trat nach seiner Ernennung zum Sublieutenant 1792 in die Armée du Rhin ein.
Während der Französischen Revolution und in den Jahren danach nahm Paul-Louis Courier vor allem an den Kämpfen um Mainz teil, wo er auch sein Patent als capitaine en second erhielt. Auch in Italien war er an verschiedenen Feldzügen beteiligt. 1808 zog er sich zunächst von seiner aktiven Armeelaufbahn zurück, schloss sich jedoch kurze Zeit später dem Korps eines Artilleriegenerals an. Geschockt durch seine Erlebnisse während der Schlacht bei Wagram Anfang Juli 1809 verließ Courier wiederum den Armeedienst. Einer Anklage wegen Fahnenflucht entging er nur aufgrund der Tatsache, dass seine vorherige erneute Verpflichtung noch nicht offiziell bestätigt worden war.

### Schriftstellerische Aktivitäten
Nach seinem endgültigen Ausscheiden aus der Armee ging Paul-Louis Courier nach Florenz. Hier entdeckte er in der Biblioteca Medicea Laurenziana ein vollständig erhaltenes Manuskript des Werkes Daphnis und Chloe des antiken Schriftstellers Longos von Lesbos, von dem er 1810 eine Ausgabe veröffentlichte. Aufgrund von Streitigkeiten mit dem Bibliothekar wegen der Verunreinigung des Manuskripts mit Tinte wurde er von der Provinzregierung gezwungen, die Region Toskana zu verlassen. Er zog sich 1812 nach Frankreich auf ein Grundstück in Veretz im Département Indre-et-Loire zurück.
Fortan besuchte er regelmäßig Paris und widmete sich sowohl literarischen Aktivitäten als auch landwirtschaftlichen Tätigkeiten. Nach der Wiederherstellung der Bourbonenmonarchie durch die Rückkehr von Ludwig XVIII. auf den französischen Thron im Jahr 1814 widmete Paul-Louis Courier sich verstärkt dem Verfassen politischer Schriften und wurde in der Folgezeit zu einem erbitterten Gegner der herrschenden Monarchie. Zum Beginn der 1820er Jahre wurde er für sein Wirken zu einer kurzen Gefängnisstrafe und einer Strafzahlung verurteilt.

### Todesumstände
Am 10. April 1825 (nach den Angaben der elften Ausgabe der Encyclopædia Britannica von 1911 am 18. August 1825) wurde Paul-Louis Courier in einem Wald in der Nähe seines Grundstücks erschossen aufgefunden. Die genauen Umstände seines Todes wurden nie vollständig geklärt. Fünf Jahre nach seinem Tod kam es zu Mordprozessen gegen drei ehemalige Diener seines Haushalts, die jedoch aus Mangel an Beweisen mit einem Freispruch endeten. Später aufgetauchte Belege für ihre Schuld konnten aufgrund der vorherigen Entscheidung nicht für eine Verurteilung verwendet werden. Seine Ehefrau Esther-Etienne-Herminie Courier, geb. Clavier, die ihn Gerüchten zufolge mit einem oder mehreren dieser Diener betrogen und später den Mord initiiert haben soll, wurde von diesem Vorwurf ebenfalls freigesprochen.

## Literarisches Wirken
Paul-Louis Couriers erste Veröffentlichung als Autor war eine 1802 in der Zeitschrift Magasin encyclopedique veröffentlichte Kritik von Johannes Schweighäusers Athenaios-Ausgabe. Im folgenden Jahr erschien seine Eloge d’Helene, eine freie Nachahmung von Isokrates. 1807 veröffentlichte er eine Xenophon-Übersetzung. Im Jahr 1816 veröffentlichte er das Pamphlet Petition aux deux chambres (Petition an beide Kammern), in dem er die Situation der Landbevölkerung nach der Restauration darstellte und sich gegen willkürliche Verhaftungen wandte.
In den folgenden Jahren verfasste er weitere politische Schriften und Briefe an verschiedene Institutionen, in denen er sich für eine liberale Monarchie unter Ludwig Philipp einsetzte. 1824 veröffentlichte er sein Pamphlet des pamphlets (Pamphlet der Pamphlete). Ein Jahr nach seinem Tod erschien unter dem Titel Collection complète des pamphlets politiques et opuscules littéraires de P. L. Courier eine Sammlung seiner politischen Schriften und Briefe.